# Eufrasia de Nicomedia
Eufrasia de Nicomedia fue una santa, virgen y mártir que vivió a principios del siglo IV en la antigua ciudad de Nicomedia, en la antigua Anatolia, capital del Reino de Bitinia. Durante la persecución a los cristianos por parte del emperador Marco Aurelio Valerio Maximiano fue capturada por ser cristiana, encarcelada y llevada ante la justicia del magistrado.
Le propusieron que ofreciera sacrificios a los dioses romanos para salvar su vida. Al negarse a ello, fue vendida a un extranjero para que la maltratara. Para defender su virginidad empleó una estratagema llamada la «estratagema de la virgen», que también había sido empleada por otras jóvenes santas matadas de la misma forma. La estratagema consistía en hacer creer a su atacante que poseía una medicina milagrosa que hacía inviolable a la persona que rociase su cuerpo con dicha medicina. Para convencer aún más a su atacante le propuso hacer ella misma la prueba con su propio cuerpo. Al ver el atacante el engaño, entró en cólera descargando un fuerte golpe con su espada sobre la cabeza de Eufrasia decapitándola.
Este relato se hizo famoso en tiempos del obispo Autimio  está descrito en la «Historia eclesiástica» " de Nicéforo Calixto.
Esta santa aparece en el Martirologio de la Iglesia católica con su festividad el 13 de marzo, así como en otros martirologios. 